# Ride Along
Ride Along é um filme de 2014 de comédia de ação estadunidense dirigido por Tim Story e escrito por Greg Coolidge, Jason Mantzoukas e Phil Hay & Matt Manfredi. O filme é estrelado por Ice Cube, Kevin Hart, John Leguizamo, Bruce McGill, Bryan Callen, e Tika Sumpter.
Antes da estreia no cinema, os produtores já anunciaram a intenção de realizar uma sequência, Ride Along 2.

## Sinopse
O segurança Ben se junta a seu cunhado policial James em uma patrulha de 24 horas de Atlanta, a fim de provar-se digno de se casar com Angela, irmã de James.

## Elenco
- Ice Cube como Detetive James Peyton
- Kevin Hart como Ben Barber
- Tika Sumpter como Angela Peyton
- David Banner como Jay
- Dragoș Bucur como Marko
- Gary Weeks como Dr. Cowan
- John Leguizamo como Santiago
- Bruce McGill como Tenente Brooks
- Bryan Callen como Miggs
- Gary Owen como Cody Louco
- Jay Pharoah como Runflat
- Jacob Latimore como Ramone
- Laurence Fishburne como Omar

## Produção
Para os papéis principais, este filme teve Dwayne Johnson no papel do policial, e Ryan Reynolds no papel do segurança.

## Recepção
Ride Along recebeu em gerais críticas negativas dos críticos. Rotten Tomatoes dá ao filme uma classificação de 18%, com base em 121 avaliações, com uma média de 4,2 / 10.No Metacritic o filme mantem uma pontuação de 41 de 100, com base em 34 críticos, indicando "críticas mistas ou médias".

## Sequência
Mesmo antes da estreia no cinema, os produtores já anunciaram a intenção de realizar uma sequência, Ride Along 2. A continuação foi anunciada em 23 de Abril de 2013.Ice Cube e Kevin Hart reprisaram seus papeis, Ride Along 2 começou a ser filmado em 7 de Julho de 2014. O filme foi filmado em Miami, Florida e Atlanta, Georgia. O filme foi lançado em 15 de janeiro de 2016.